# Tylenchus
Genre
Tylenchus est un genre de nématodes de la famille des Tylenchidae, sous-famille des Tylenchinae, dont il est le genre type.

## Liste des taxons de rang inférieur
Liste des sous-genres et des espèces selon World Register of Marine Species (16 mai 2021) :

### Noms acceptés
- sous-genre Tylenchus (Ghitinotylenchus)
  - Tylenchus (Ghitinotylenchus) zostericola Allgén, 1934, synonyme de Hirschmanniella zostericola (Allgén, 1934) Luc & Gooday, 1964
- sous-genre Tylenchus (Irantylenchus) Kheiri, 1972
  - Tylenchus (Irantylenchus) clavidorus Kheiri, 1972, synonyme de Irantylenchus vicinus (Szczygiel, 1970) Brzeski & Sauer, 1983
- Tylenchus arcuatus Siddiqi, 1963
- Tylenchus bhitaii Maqbool & Shahina, 1987
- Tylenchus capitatus Andrássy, 1979
- Tylenchus davainei Bastian, 1865
- Tylenchus elegans de Man, 1876
- Tylenchus guangdongensis Xie & Feng, 2001
- Tylenchus hayati Khan, 1985
- Tylenchus kashmirensis Mahajan, 1973
- Tylenchus kirjanovae Andrássy, 1954
- Tylenchus luci Xie & Feng, 2001
- Tylenchus madarpurensis Sultan, Singh & Sakhuja, 1991
- Tylenchus magnus Khurma & Gupta, 1988
- Tylenchus maius Andrássy, 1979
- Tylenchus martini Zell, 1988
- Tylenchus naranensis Maqbool, Zarina & Ghazala, 1987
- Tylenchus neoandrassyi Geraert & Raski, 1987
- Tylenchus neodavainei Wu, 1969
- Tylenchus pakistanensis Farooq, Fatima & Khan, 1991
- Tylenchus rex Andrássy, 1979
- Tylenchus ritae Siddiqi, 1963
- Tylenchus rohtangus Khan, 1985
- Tylenchus safroni (Fotedar & Handoo, 1979) Siddiqi, 1986
- Tylenchus sherianus Andrássy, 1981
- Tylenchus skarduensis Maqbool & Shahina, 1987
- Tylenchus stachys Brzeski, 1996
- Tylenchus stylolineatus Wu, 1969
- Tylenchus subdavainei Mukhina, 1981
- Tylenchus tortus Andrássy, 1979

### Taxon inquirendum
- Tylenchus alatus Cobb, 1930 (taxon inquirendum)
- Tylenchus barabankensis Singh & Upadhyay, 1989 (taxon inquirendum)
- Tylenchus browni Kreis, 1929 (taxon inquirendum, in Siddiqi, 2000)
- Tylenchus cafeicola Schuurmans Stekhoven, 1951 (taxon inquirendum, In Siddiqi, 2000)
- Tylenchus cobbi de Man, 1907 (taxon inquirendum)
- Tylenchus eurycephalus de Man, 1921 (taxon inquirendum)
- Tylenchus exiguus de Man, 1876 (taxon inquirendum)
- Tylenchus faizabadensis Singh & Upadhyay, 1989 (taxon inquirendum)
- Tylenchus farwicki Rahm, 1925 (taxon inquirendum)
- Tylenchus filiformis Bütschli, 1873 (taxon inquirendum)
- Tylenchus foliicola Zimmermann, 1903 (taxon inquirendum)
- Tylenchus goodeyi Das, 1960 (taxon inquirendum)
- Tylenchus gracilis Cobb, 1888 (taxon inquirendum)
- Tylenchus intactus Kirjanova, 1951 (taxon inquirendum)
- Tylenchus kreisi Fortuner, 1985 (taxon inquirendum)
- Tylenchus leontopodii Örley, 1880 (taxon inquirendum)
- Tylenchus macrophallus de Man, 1880, synonyme de Paratylenchus macrophallus (de Man, 1880) Goodey, 1934 (taxon inquirendum)
- Tylenchus minimus Rahm, 1925 (taxon inquirendum)
- Tylenchus minor Xie & Feng, 1997 (taxon inquirendum)
- Tylenchus minutus Cobb, 1893 (taxon inquirendum)
- Tylenchus nivalis Kühn, 1880 (taxon inquirendum)
- Tylenchus obtusus Bastian, 1865 (taxon inquirendum)
- Tylenchus paraminor Xie & Feng, 1997 (taxon inquirendum)
- Tylenchus parangalici Katalan-Gateva & Alexiev, 1990 (taxon inquirendum)
- Tylenchus pillulifer von Linstow, 1877 (taxon inquirendum)
- Tylenchus rahmi Fortuner, 1985 (taxon inquirendum)
- Tylenchus sacchari Soltwedel, 1888 (taxon inquirendum)
- Tylenchus striatus Das, 1960 (taxon inquirendum)
- Tylenchus stylolus Xie & Feng, 1995 (taxon inquirendum)
- Tylenchus symmetricus Cobb, 1914 (taxon inquirendum)
- Tylenchus terricola Bastian, 1865 (taxon inquirendum)
- Tylenchus tiliae Örley, 1880 (taxon inquirendum)
- Tylenchus turbo Marcinowski, 1909 (taxon inquirendum)
- Tylenchus uniformis Cobb, 1893 (taxon inquirendum)
- Tylenchus weidenbachi Rahm, 1925 (taxon inquirendum)

### nomen nudum
- Tylenchus lucknowensis Singh & Jain, 1982 (nomen nudum)
- Tylenchus oryzae Soltwedel, 1889 (nomen nudum)
- Tylenchus serenus Kapoor, 1983 (nomen nudum)
- Tylenchus varicaudatus Kapoor, 1983 (nomen nudum)
- Tylenchus vividus Kapoor, 1983 (nomen nudum)

### Synonymes
- sous-genre Tylenchus (Aglenchus) Andrássy, 1954, synonyme de Aglenchus Andrássy, 1954
  - Tylenchus (Aglenchus) annulatus Verma, Singh & Singh, 1990 (taxon inquirendum)
  - Tylenchus (Aglenchus) macrodorus Chawla, Prasad, Khan & Nand, 1969 (taxon inquirendum)
  - Tylenchus (Aglenchus) annulatus Bello, 1969 (nomen nudum)
  - Tylenchus (Aglenchus) areolatus Egunjobi, 1967, synonyme de Coslenchus areolatus (Egunjobi, 1967) Siddiqi, 1978
  - Tylenchus (Aglenchus) costatus de Man, 1921 (Andrássy, 1954), synonyme de Coslenchus costatus (de Man, 1921) Siddiqi, 1978
  - Tylenchus (Aglenchus) indicus Khan, Chawla & Prasad, 1969, synonyme de Coslenchus indicus (Khan, Chawla & Prasad, 1969) Siddiqi, 1978
  - Tylenchus (Aglenchus) neozelandicus Egunjobi, 1967, synonyme de Coslenchus costatus (de Man, 1921) Siddiqi, 1978
  - Tylenchus (Aglenchus) parvus Siddiqi, 1963 nec Tylenchus filiformis parvus Micoletzky, 1922, synonyme de Filenchus neoparvus Raski & Geraert, 1987
  - Tylenchus (Aglenchus) polyhypnus Steiner & Albin, 1946, synonyme de Filenchus polyhypnus (Steiner & Albin, 1946) Meyl, 1961
  - Tylenchus (Aglenchus) thornei Andrássy, 1954, synonyme de Filenchus thornei (Andrássy, 1954) Andrássy, 1963
  - Tylenchus (Aglenchus) whitus Egunjobi, 1967, synonyme de Cephalenchus hexalineatus (Geraert, 1962) Geraert & Goodey, 1964
- sous-genre Tylenchus (Bitylenchus) Filipjev, 1934, synonyme de Tylenchorhynchus Cobb, 1913
  - Tylenchus (Bitylenchus) dubius (Bütschli, 1873) Filipjev, 1934, synonyme de Tylenchorhynchus dubius (Bütschli, 1873) Filipjev, 1936
- sous-genre Tylenchus (Cephalenchus) Goodey, 1962, synonyme de Cephalenchus Goodey, 1962
  - Tylenchus (Cephalenchus) leptus Siddiqi, 1963, synonyme de Cephalenchus leptus Siddiqi, 1963
  - Tylenchus (Cephalenchus) megacephalus Goodey, 1962, synonyme de Cephalenchus hexalineatus (Geraert, 1962) Geraert & Goodey, 1964
- sous-genre Tylenchus (Chitinotylenchus) Micoletzky, 1922, synonyme de Chitinotylenchus Micoletzky, 1922
  - Tylenchus (Chitinotylenchus) coffeae Zimmermann, 1898, synonyme de Pratylenchus coffeae (Zimmermann, 1898) Filipjev & Schuurmans Stekhoven, 1941
  - Tylenchus (Chitinotylenchus) zostericola Allgén, 1934, synonyme de Hirschmanniella zostericola (Allgén, 1934) Luc & Gooday, 1964
- sous-genre Tylenchus (Clavilenchus) Jairajpuri, 1966, synonyme de Basiria Siddiqi, 1959
  - Tylenchus (Clavilenchus) ritteri Baqri & Jairajpuri, 1969, synonyme de Basiria ritteri (Baqri & Jairajpuri, 1969) Bernard, 1980
  - Tylenchus (Clavilenchus) tumidus (Colbran, 1960) Jairajpuri, 1966, synonyme de Basiria tumida (Colbran, 1960) Geraert, 1968
- sous-genre Tylenchus (Filenchus) Andrássy, 1954, synonyme de Filenchus Andrássy, 1954
  - Tylenchus (Filenchus) citri Jairajpuri, 1968, synonyme de Neopsilenchus citri (Jairajpuri, 1968) Bello, 1972
  - Tylenchus (Filenchus) compositus Eroshenko, 1971, synonyme de Filenchus compositus Eroshenko, 1971
  - Tylenchus (Filenchus) duplexus (Hagemeyer & Allen, 1952) Andrássy, 1954, synonyme de Basiria duplexa (Hagemeyer & Allen, 1952) Geraert, 1968
  - Tylenchus (Filenchus) facultativus Szczygiel, 1970, synonyme de Filenchus facultativus (Szczygiel, 1970) Raski & Geraert, 1987
  - Tylenchus (Filenchus) filiformis apud Andrássy, 1954, synonyme de Filenchus vulgaris (Brzeski, 1963) Lownsbery & Lownsbery, 1985
  - Tylenchus (Filenchus) filiformis Bütschli, 1873, synonyme de Filenchus filiformis (Bütschli, 1873) Meyl, 1961
  - Tylenchus (Filenchus) graminophila (Siddiqi, 1959) Goodey, 1963, synonyme de Basiria graminophila Siddiqi, 1959
  - Tylenchus (Filenchus) kashmirensis (Jairajpuri, 1965) Jairajpuri, 1966, synonyme de Basiria kashmirensis Jairajpuri, 1965
  - Tylenchus (Filenchus) limichus Nesterov, 1973, synonyme de Cephalenchus leptus Siddiqi, 1963
  - Tylenchus (Filenchus) magnidens (Thorne, 1949) Goodey, 1963, synonyme de Neopsilenchus magnidens (Thorne, 1949) Thorne & Malek, 1968
  - Tylenchus (Filenchus) neoaberrans Goodey, 1963, synonyme de Basiria aberrans (Thorne, 1949) Siddiqi, 1963
  - Tylenchus (Filenchus) neogracilis Goodey, 1963, synonyme de Basiria gracilis (Thorne, 1949) Siddiqi, 1963
  - Tylenchus (Filenchus) noctiscriptus (Andrássy, 1962) Goodey, 1963, synonyme de Basiria noctiscripta (Andrássy, 1962) Geraert, 1968
  - Tylenchus (Filenchus) orbus Andrássy, 1954, synonyme de Filenchus orbus Andrássy, 1954
  - Tylenchus (Filenchus) ruatus Egunjobi, 1967, synonyme de Filenchus vulgaris (Brzeski, 1963) Lownsbery & Lownsbery, 1985
- sous-genre Tylenchus (Heterodera) Schmidt, 1871, synonyme de Heterodera Schmidt, 1871
- sous-genre Tylenchus (Lelenchus) Andrássy, 1954, synonyme de Lelenchus Andrássy, 1954
  - Tylenchus (Lelenchus) micoletzkyi Andrássy, 1954 (taxon inquirendum)
  - Tylenchus (Lelenchus) clarki Egunjobi, 1969, synonyme de Filenchus clarki (Egunjobi, 1969) Siddiqi, 1986
  - Tylenchus (Lelenchus) cynodontus Husain & Khan, 1967, synonyme de Filenchus vulgaris (Brzeski, 1963) Lownsbery & Lownsbery, 1985
  - Tylenchus (Lelenchus) discrepans Andrássy, 1954, synonyme de Filenchus discrepans (Andrássy, 1954) Raski & Geraert, 1986
  - Tylenchus (Lelenchus) infirmus Andrássy, 1954, synonyme de Filenchus infirmus (Andrássy, 1954) Siddiqi, 1986
  - Tylenchus (Lelenchus) microdorus Chawla, Prasad, Khan & Nand, 1969, synonyme de Filenchus microdorus (Chawla, Prasad, Khan & Nand, 1969) Siddiqi, 1986
  - Tylenchus (Lelenchus) minutus Cobb, 1893 sensu Andrássy, 1954, synonyme de Filenchus istvani Zell, 1988
  - Tylenchus (Lelenchus) mirus Husain & Khan, 1967, synonyme de Filenchus vulgaris (Brzeski, 1963) Lownsbery & Lownsbery, 1985
  - Tylenchus (Lelenchus) teres Eroshenko, 1971, synonyme de Filenchus teres (Eroshenko, 1971) Siddiqi, 1986
  - Tylenchus (Lelenchus) zaphari Mavljanov, 1976, synonyme de Filenchus misellus (Andrássy, 1958) Raski & Geraert, 1987
- sous-genre Tylenchus (Ottolenchus) Husain & Khan, 1967, synonyme de Filenchus Andrássy, 1954
  - Tylenchus (Ottolenchus) equisetus Husain & Khan, 1967, synonyme de Filenchus equisetus (Husain & Khan, 1967) Raski & Geraert, 1987
- sous-genre Tylenchus (Tylenchorhynchus) Cobb, 1913, synonyme de Tylenchorhynchus Cobb, 1913
  - Tylenchus (Tylenchorhynchus) cylindricus (Cobb, 1913) Filipjev, 1934, synonyme de Tylenchorhynchus cylindricus Cobb, 1913
  - Tylenchus (Tylenchorhynchus) styriacus (Micoletzky, 1922) Filipjev, 1934, synonyme de Tylenchorhynchus styriacus Micoletzky, 1922
- sous-genre Tylenchus (Tylenchus) Bastian, 1865, synonyme de Tylenchus Bastian, 1865
  - Tylenchus (Tylenchus) baloghi Andrássy, 1958, synonyme de Filenchus baloghi (Andrássy, 1958) Siddiqi, 1986
- Tylenchus acutocaudatus Zimmermann, 1898, synonyme de Radopholus similis (Cobb, 1893) Thorne, 1949
- Tylenchus afghanicus Khan & Khan, 1978, synonyme de Filenchus afghanicus (Khan & Khan, 1978) Siddiqi, 1986
- Tylenchus africanus Micoletzky, 1916, synonyme de Helicotylenchus africanus (Micoletzky, 1916) Andrássy, 1958
- Tylenchus agricola de Man, 1884, synonyme de Aglenchus agricola (de Man, 1884) Andrássy, 1954
- Tylenchus altherri Fortuner, 1985, synonyme de Filenchus altherri (Fortuner, 1985) Siddiqi, 1986
- Tylenchus andrassyi Szczygiel, 1969, synonyme de Filenchus andrassyi (Szczygiel, 1969) Andrássy, 1979
- Tylenchus andrassyi Fotedar & Kaul, 1985 nec Tylenchus andrassyi Szczygiel, 1969, synonyme de Tylenchus neoandrassyi Geraert & Raski, 1987
- Tylenchus angusticephalus Thorne & Malek, 1968, synonyme de Filenchus thornei (Andrássy, 1954) Andrássy, 1963
- Tylenchus angustus Butler, 1913, synonyme de Ditylenchus angustus (Butler, 1913) Filipjev, 1936
- Tylenchus apapillatus Imamura, 1931, synonyme de Hirschmanniella oryzae (van Breda de Haan, 1902) Luc & Goodey, 1964
- Tylenchus aquilonius Wu, 1961, synonyme de Filenchus aquilonius (Wu, 1961) Lownsbery & Lownsbery, 1985
- Tylenchus bhitai Maqbool & Shahina, 1987, synonyme de Tylenchus bhitaii Maqbool & Shahina, 1987
- Tylenchus biformis Cobb, 1909, synonyme de Radopholus similis (Cobb, 1893) Thorne, 1949
- Tylenchus brachyurus Godfrey, 1929, synonyme de Pratylenchus brachyurus (Godfrey, 1929) Filipjev & Schuurmans Stekhoven, 1941
- Tylenchus bryophilus Steiner, 1914, synonyme de Malenchus (Malenchus) bryophilus (Steiner, 1914) Andrássy, 1980 (In Andrássy, 1980)
- Tylenchus buffalorae Altherr, 1950, synonyme de Coslenchus costatus (de Man, 1921) Siddiqi, 1978
- Tylenchus butteus Thorne & Malek, 1968, synonyme de Filenchus butteus (Thorne & Malek, 1968) Raski & Geraert, 1987
- Tylenchus cancellatus Cobb, 1925, synonyme de Coslenchus cancellatus (Cobb, 1925) Siddiqi, 1978
- Tylenchus cerealis Kheiri, 1970, synonyme de Filenchus sandneri (Wasilewska, 1965) Raski & Geraert, 1987
- Tylenchus clavicaudatus Micoletzky, 1922, synonyme de Psilenchus clavicaudatus (Micoletzky, 1922) Thorne, 1949
- Tylenchus coffeae Zimmermann, 1898, synonyme de Pratylenchus coffeae (Zimmermann, 1898) Filipjev & Schuurmans Stekhoven, 1941
- Tylenchus costatus de Man, 1921, synonyme de Coslenchus costatus (de Man, 1921) Siddiqi, 1978
- Tylenchus cylindricaudus Wu, 1969, synonyme de Filenchus cylindricaudus (Wu, 1969) Siddiqi, 1986
- Tylenchus cylindricollis Thorne & Malek, 1968, synonyme de Filenchus butteus (Thorne & Malek, 1968) Raski & Geraert, 1987
- Tylenchus cylindricus Thorne & Malek, 1968, synonyme de Filenchus cylindricus (Thorne & Malek, 1968) Niblack & Bernard, 1985
- Tylenchus davainei sensu Thorne & Malek, 1968, synonyme de Tylenchus elegans de Man, 1876
- Tylenchus davainei sensu Szczygiel, 1969, synonyme de Tylenchus elegans de Man, 1876
- Tylenchus davainii Bastian, 1865, synonyme de Tylenchus davainei Bastian, 1865 (incorrect spelling)
- Tylenchus dihystera Cobb, 1893, synonyme de Helicotylenchus dihystera (Cobb, 1893) Sher, 1966
- Tylenchus ditissimus Brzeski, 1963, synonyme de Filenchus ditissimus (Brzeski, 1963) Siddiqi, 1986
- Tylenchus dubius Bütschli, 1873, synonyme de Tylenchorhynchus dubius (Bütschli, 1873) Filipjev, 1936
- Tylenchus emarginatus Cobb, 1893, synonyme de Cephalenchus emarginatus (Cobb, 1893) Geraert, 1968
- Tylenchus erythrinae Zimmermann, 1904, synonyme de Helicotylenchus erythrinae (Zimmermann, 1904) Golden, 1956
- Tylenchus exiguus Kreis, 1924, synonyme de Tylenchus kreisi Fortuner, 1985
- Tylenchus facultativus Szczygiel, 1970, synonyme de Filenchus facultativus (Szczygiel, 1970) Raski & Geraert, 1987
- Tylenchus filiformis apud de Man, 1880, synonyme de Aglenchus agricola (de Man, 1884) Andrássy, 1954
- Tylenchus fusiformis Thorne & Malek, 1968, synonyme de Malenchus (Malenchus) fusiformis (Thorne & Malek, 1968) Siddiqi, 1979
- Tylenchus gracilis de Man, 1880, synonyme de Hirschmanniella gracilis (de Man, 1880) Luc & Goodey, 1964
- Tylenchus gracilis apud Imamura, 1931, synonyme de Hirschmanniella imamuri Sher, 1968
- Tylenchus gracilis Rahm, 1928 nec Tylenchus gracilis de Man, 1880, synonyme de Tylenchus davainei gracilis Rahm, 1928
- Tylenchus graciloides Micoletzky, 1925, synonyme de Gracilancea graciloides (Micoletzky, 1925) Siddiqi, 1976
- Tylenchus granulosus Cobb, 1893, synonyme de Radopholus similis (Cobb, 1893) Thorne, 1949
- Tylenchus gulosus Kühn, 1890, synonyme de Pratylenchus penetrans (Cobb, 1917) Filipjev & Schuurmans Stekhoven, 1941
- Tylenchus hageneri Elmiligy, 1971, synonyme de Filenchus cylindricus (Thorne & Malek, 1968) Niblack & Bernard, 1985
- Tylenchus hamatus Thorne & Malek, 1968, synonyme de Filenchus hamatus (Thorne & Malek, 1968) Raski & Geraert, 1987
- Tylenchus helenae Szczygiel, 1969, synonyme de Filenchus helenae (Szczygiel, 1969) Raski & Geraert, 1987
- Tylenchus hexalineatus Geraert, 1962, synonyme de Cephalenchus hexalineatus (Geraert, 1962) Geraert & Goodey, 1964
- Tylenchus holochmatus Singh, 1971, synonyme de Malenchus (Malenchus) holochmatus (Singh, 1971) Siddiqi, 1986
- Tylenchus incisa (Rahm, 1938) Siddiqi, 1986, synonyme de Anguillulina (Tylenchus) incisa Rahm, 1938
- Tylenchus intermedius de Man, 1880, synonyme de Ditylenchus intermedius (de Man, 1880) Filipjev, 1936
- Tylenchus lamelliferus de Man, 1880, synonyme de Neodolichorhynchus lamelliferus (de Man, 1880) Volkova, 1993
- Tylenchus leptosoma de Man, 1880, synonyme de Lelenchus leptosoma (de Man, 1880) Andrássy, 1954 (In Andrássy, 1954)
- Tylenchus mahogani Cobb, 1920, synonyme de Pratylenchus coffeae (Zimmermann, 1898) Filipjev & Schuurmans Stekhoven, 1941
- Tylenchus marinus Timm, 1956, synonyme de Filenchus marinus (Timm, 1956) Raski & Geraert, 1987 (In Raski and Geraert, 1987)
- Tylenchus mirabilis Bütschli, 1873, synonyme de Tylencholaimus mirabilis (Bütschli, 1873) De Man, 1876
- Tylenchus multicinctus Cobb, 1893, synonyme de Helicotylenchus multicinctus (Cobb, 1893) Golden, 1956
- Tylenchus musicola Cobb, 1919, synonyme de Pratylenchus coffeae (Zimmermann, 1898) Filipjev & Schuurmans Stekhoven, 1941
- Tylenchus musicola apud Goodey, 1928, synonyme de Pratylenchus goodeyi Sher &Allen, 1953
- Tylenchus neglectus (Rensch, 1924) Steiner, 1928, synonyme de Pratylenchus neglectus (Rensch, 1924) Filipjev & Schuurmans Stekhoven, 1941
- Tylenchus neofiliformis Bello, 1971, synonyme de Filenchus hazenensis (Wu, 1969) Andrássy, 1976
- Tylenchus neominimus Savkina, 1989, synonyme de Filenchus misellus (Andrássy, 1958) Raski & Geraert, 1987
- Tylenchus noctiscriptus (Andrássy, 1962) Brzeski, 1968, synonyme de Basiria noctiscripta (Andrássy, 1962) Geraert, 1968
- Tylenchus obtusicaudatus Erzhanov, 1964, synonyme de Filenchus obtusicaudatus (Erzhanov, 1964) Siddiqi, 1986
- Tylenchus ok Micoletzky, 1925, synonyme de Ditylenchus brevicauda (Micoletzky, 1925) Filipjev, 1936
- Tylenchus oryzae van Breda de Haan, 1902, synonyme de Hirschmanniella oryzae (van Breda de Haan, 1902) Luc & Goodey, 1964
- Tylenchus paragricola Paetzold, 1958, synonyme de Aglenchus agricola (de Man, 1884) Andrássy, 1954
- Tylenchus parvissimus Thorne & Malek, 1968, synonyme de Filenchus ditissimus (Brzeski, 1963) Siddiqi, 1986
- Tylenchus penetrans Cobb, 1917 (femelle), synonyme de Pratylenchus scribneri Steiner in Sherbakoff & Stanley, 1943
- Tylenchus penetrans Cobb, 1917, synonyme de Pratylenchus penetrans (Cobb, 1917) Filipjev & Schuurmans Stekhoven, 1941
- Tylenchus plattensis Thorne & Malek, 1968, synonyme de Filenchus butteus (Thorne & Malek, 1968) Raski & Geraert, 1987
- Tylenchus platycephalus Thorne & Malek, 1968, synonyme de Malenchus (Malenchus) platycephalus (Thorne & Malek, 1968) Andrássy, 1981
- Tylenchus polyhypnus Steiner & Albin, 1946, synonyme de Filenchus polyhypnus (Steiner & Albin, 1946) Meyl, 1961
- Tylenchus pratensis de Man, 1880, synonyme de Pratylenchus pratensis (de Man, 1880) Filipjev, 1936
- Tylenchus pressulus Kazachenko, 1975, synonyme de Malenchus pressulus (Kazachenko, 1975) Andrássy, 1981, synonyme de Malenchus (Malenchus) pressulus (Kazachenko, 1975) Andrássy, 1981
- Tylenchus pseudorobustus Steiner, 1914, synonyme de Helicotylenchus pseudorobustus (Steiner, 1914) Golden, 1956
- Tylenchus quartus Szczygiel, 1969, synonyme de Filenchus quartus (Szczygiel, 1969) Lownsbery & Lownsbery, 1985
- Tylenchus robustus de Man, 1876, synonyme de Rotylenchus robustus (de Man, 1876)
- Tylenchus sachsi Hirschmann, 1952, synonyme de Pleurotylenchus sachsi (Hirschmann, 1952) Szczygiel, 1969
- Tylenchus sandneri Wasilewska, 1965, synonyme de Filenchus sandneri (Wasilewska, 1965) Raski & Geraert, 1987
- Tylenchus schachtii (A. Schmidt) Örley, 1880, synonyme de Heterodera schachtii A. Schmidt, 1871
- Tylenchus setiferus Cobb, 1893, synonyme de Eutylenchus setiferus (Cobb, 1893) Cobb, 1913
- Tylenchus sheri Khan & Khan, 1978, synonyme de Filenchus sheri (Khan & Khan, 1978) Siddiqi, 1986
- Tylenchus sheri Andrássy, 1979 nec Tylenchus sheri Khan & Khan, 1978, synonyme de Tylenchus sherianus Andrássy, 1981
- Tylenchus similis Cobb, 1893, synonyme de Radopholus similis (Cobb, 1893) Thorne, 1949
- Tylenchus sp. sensu Micoletzky, 1922, synonyme de Tylenchus (Lelenchus) micoletzkyi Andrássy, 1954
- Tylenchus uliginosus Brzeski, 1977, synonyme de Filenchus uliginosus (Brzeski, 1977) Siddiqi, 1986
- Tylenchus uncinatus Kirjanova, 1954 nec Tylenchus uncinatus Fuchs, 1929, synonyme de Tylenchus kirjanovae Andrássy, 1954

### Non-acceptés
- Tylenchus valkanovi Andrássy, 1958 (non accepté)
- Tylenchus vesiculosus Knobloch & Knierim, 1969 (non accepté)
- Tylenchus vicinus Szczygiel, 1970 (non accepté)
- Tylenchus vulgaris Brzeski, 1963 (non accepté)
- Tylenchus yanchiapingensis (Rahm, 1937) Siddiqi, 1986 (non accepté)
- Tylenchus zostericola Allgén, 1934 (non accepté, In Luc and Gooday, 1964)

## Systématique
Le nom scientifique complet (avec auteur) de ce taxon est Tylenchus Bastian, 1865.
Les genres suivants sont synonymes de Tylenchus selon GBIF (16 mai 2021) :
- Aerotylenchus Fotedar & Handoo, 1979
- Areotylenchus Fortuner, 1984
- Dylenchus Chapais, 1909
- Tilenchus Huber, 1909
- Tylelenchus Bastian, 1865